# Rave On
〈Rave On〉 또는 〈Rave On!〉은 1958년경 소니 웨스트, 빌 틸먼(Bill Tilghman), 노먼 페티가 지은 노래다. 1958년 2월 애틀랜틱 레코드에서 소니 웨스트에 의한 첫 레코드가 탄생하였으며(Atlantic 45-1174), 버디 홀리가 같은 해 불러 큰 히트를 기록하였다. 1958년 차트에 진입한 홀리의 6개 레코드 중 하나에 속한다.
이 레코드에서 홀리는 자신 특유의 딸꾹질 창법을 사용하여 도입부의 "Well..."을 길게 늘어뜨리고 있다("A-weh-uh-heh-uh-ell…").

## 배경
소니 웨스트는 자신의 곡 대부분을 노먼 페티의 프로듀싱과 엔지니어링을 받아 녹음하고 있었으며, 그 노먼 페티는 홀리의 매니저이기도 했으며 자신의 스튜디오에서 녹음을 시켜주기도 했다. 하지만 예외적으로 〈Rave On〉은 밀턴 드러그에 의해 프로듀싱되었으며 뉴욕시 벨 사운드 스튜디오에서 녹음되었다. 제목은 칼 퍼킨스가 녹음한 선 레코드의 1956년 레코드 〈Dixie Fried〉에서 영감을 얻은 것이다. 이 곡에서 퍼킨스는 후렴삼아 "rave on"을 반복하여 부르고 있다. B면은 홀리의 작곡인 〈Take Your Time〉이다.
홀리가 녹음한 〈Rave On〉은 2004년 《롤링 스톤》지 선록 '역사상 가장 위대한 노래 500곡'에서 154위를 차지하였다.

## 차트 성적
홀리의 버전은 1958년 5월 26일 캐나다에서 최고 12위를 기록. 또한 영국에서 최고 5위를 기록하였다.

## 곡 목록

### 최초
1. 〈Rave On〉
2. 〈Take Your Time〉

### 독일
버디 홀리와 크리케츠 명의
1. 〈Rave On〉
2. 〈Ready Teddy〉

### EP (UK)
1. 〈Rave On〉
2. 〈Take Your Time〉
3. 〈Early in the Morning〉
4. 〈Now We're One〉

### 1968년 재발매 (영국)
1. 〈Rave On〉
2. 〈Peggy Sue〉

### 1968년 재발매 (미국)
1. 〈Rave On〉
2. 〈Early in the Morning〉

## 참고 문헌
- Amburn, Ellis (1996). Buddy Holly: A Biography. St. Martin's Press. ISBN 978-0-312-14557-6.
- Bustard, Anne (2005). Buddy: The Story of Buddy Holly. Simon & Schuster. ISBN 978-1-4223-9302-4.
- Dawson, Jim; Leigh, Spencer (1996). Memories of Buddy Holly. Big Nickel Publications. ISBN 978-0-936433-20-2.
- Gerron, Peggy Sue (2008). Whatever Happened to Peggy Sue? Togi Entertainment. ISBN 978-0-9800085-0-0.
- Goldrosen, John (1975). Buddy Holly: His Life and Music. Popular Press. ISBN 0-85947-018-0.
- Goldrosen, John; Beecher, John (1996). Remembering Buddy: The Definitive Biography. New York: Da Capo Press. ISBN 0-306-80715-7.
- Gribbin, John (2009). Not Fade Away: The Life and Music of Buddy Holly. London: Icon Books. ISBN 978-1-84831-034-6